# Moldavija na Pesmi Evrovizije
Moldavija je na Pesmi Evrovizije prvič nastopila leta 2005. Članica Evropske radiodifuzne zveze je postala šele konec leta 2004 in članstvo je pogoj za nastop na izboru. Moldavija je svojo najboljšo evrovizijsko uvrstitev dosegla leta 2017, ko je zasedla 3. mesto.

## Moldavski predstavniki
| Leto | Glasbeniki                                | Pesem               | Jezik                  | Finale             | Točke              | Polfinale            | Točke                |
| ---- | ----------------------------------------- | ------------------- | ---------------------- | ------------------ | ------------------ | -------------------- | -------------------- |
| 2005 | Zdob și Zdub                              | »Boonika bate doba« | angleščina, romunščina | 6.                 | 148                | 2.                   | 207                  |
| 2006 | Arsenium & Natalia Gordienko in Connect-R | »Loca«              | angleščina, španščina  | 20.                | 22                 | top 11 prejšnje leto | top 11 prejšnje leto |
| 2007 | Natalia Barbu                             | »Fight«             | angleščina             | 10.                | 109                | 10.                  | 91                   |
| 2008 | Geta Burlacu                              | »A Century of Love« | angleščina             | brez finala        | brez finala        | 12.                  | 36                   |
| 2009 | Nelly Ciobanu                             | »Hora din Moldova«  | romunščina, angleščina | 14.                | 69                 | 5.                   | 106                  |
| 2010 | SunStroke Project & Olia Tira             | »Run Away«          | angleščina             | 22.                | 27                 | 10.                  | 52                   |
| 2011 | Zdob și Zdub                              | »So Lucky«          | angleščina             | 12.                | 97                 | 10.                  | 54                   |
| 2012 | Pasha Parfeny                             | »Lăutar«            | angleščina             | 11.                | 81                 | 5.                   | 100                  |
| 2013 | Aliona Moon                               | »O mie«             | romunščina             | 11.                | 71                 | 4.                   | 95                   |
| 2014 | Cristina Scarlat                          | »Wild Soul«         | angleščina             | brez finala        | brez finala        | 16.                  | 13                   |
| 2015 | Eduard Romanyuta                          | »I Want Your Love«  | angleščina             | brez finala        | brez finala        | 11.                  | 41                   |
| 2016 | Lidia Isac                                | »Falling Stars«     | angleščina             | brez finala        | brez finala        | 17.                  | 33                   |
| 2017 | SunStroke Project                         | »Hey, Mamma!«       | angleščina             | 3.                 | 374                | 2.                   | 291                  |
| 2018 | DoReDoS                                   | »My Lucky Day«      | angleščina             | 10.                | 209                | 3.                   | 235                  |
| 2019 | Anna Odobescu                             | »Stay«              | angleščina             | brez finala        | brez finala        | 12.                  | 85                   |
| 2020 | Natalia Gordienko                         | »Prison«            | angleščina             | festival odpovedan | festival odpovedan | festival odpovedan   | festival odpovedan   |
| 2021 | Natalia Gordienko                         | »Sugar«             | angleščina             | 13.                | 115                | 7.                   | 179                  |
| 2022 | Zdob și Zdub & Frații Advahov             | »Trenulețul«        | romunščina, angleščina | 7.                 | 253                | 8.                   | 154                  |
| 2023 | Pasha Parfeni                             | »Soarele şi Luna«   | romunščina             | 18.                | 96                 | 5.                   | 109                  |
| 2024 | Natalia Barbu                             | »In the Middle«     | angleščina             | brez finala        | brez finala        | 13.                  | 20                   |